# Ann Casson
Ann Casson (Londres, 6 de novembro de 1915 – Londres, 2 de maio de 1990) foi uma atriz de teatro e cinema inglesa.

## Filmografia selecionada
- Escape (1930)
- The Shadow Between (1931)
- Number Seventeen (1932)
- Dance Pretty Lady (1932)